# Zarzalico
Zarzalico es una pedanía de Lorca, municipio español situado en la Región de Murcia. Se sitúa al oeste del municipio, limitando con la provincia de Almería en Andalucía. La población, de 65 habitantes, se distribuye en algunos pequeños núcleos (como Henares) y en caseríos dispersos. 
 Limita con las pedanías de Nogalte, Humbrías, Jarales y Béjar.